# Мете
Мете (на френски: Mettet) е селище в Южна Белгия, окръг Намюр на провинция Намюр. Населението му е около 12 000 души (2006).